# Alvin (DSV-2)
Pour les articles homonymes, voir Alvin.
 (décembre 2014).

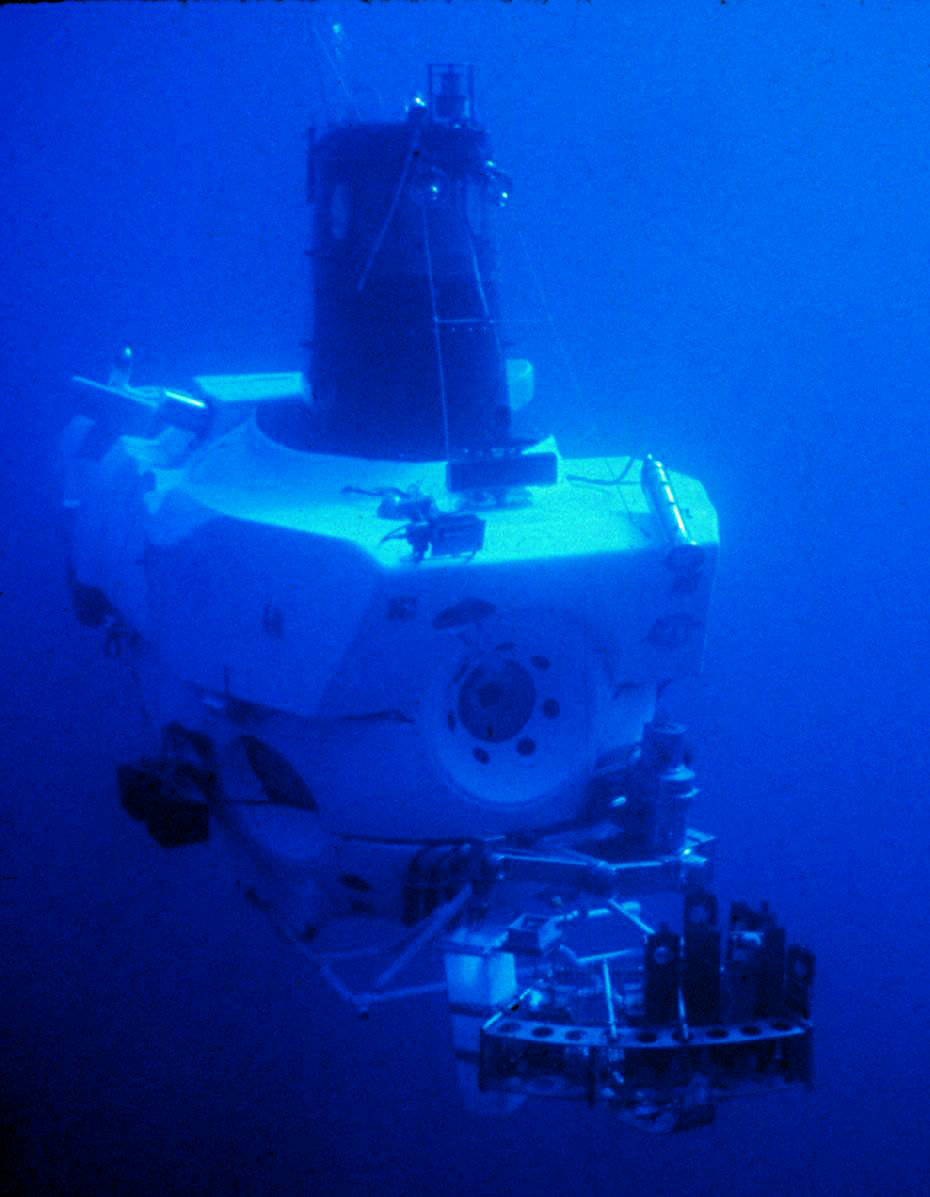
Alvin en 1978, un an après la découverte des monts hydrothermaux.

Alvin (DSV-2) est un sous-marin de poche de 16 tonnes, équipé pour la recherche dans les abysses appartenant à l'United States Navy et exploité par l'Institut océanographique de Woods Hole (WHOI), dans l'État du Massachusetts.

## Présentation
L'engin a été construit par le groupe General Mills Electronics dans la même usine servant à la fabrication de céréales pour le petit-déjeuner à Minneapolis, Minnesota. Il fut nommé en l'honneur de la force motrice et créatrice d’Allyn Vine (en) ; Alvin entre en service le 5 juin 1964. Le submersible est mis à l'eau depuis 1998 avec le navire de support l’Atlantis, qui est également détenu par l’US Navy et exploité par le WHOI. Le submersible a accueilli au total 12 000 personnes sur plus de 4 000 plongées pour observer la faune abyssale. Il est dit que les recherches menées avec Alvin ont été présentées dans près de 2 000 publications scientifiques.
Alvin a été conçu pour remplacer les bathyscaphes et d'autres véhicules océanographiques difficilement manœuvrables. Sa conception a été rendue possible en partie grâce au développement de la mousse syntactique, un matériau de structure léger et solide à de grandes profondeurs. Alvin accueille jusqu'à trois personnes, ce qui permet à deux scientifiques et un pilote de plonger jusqu'à neuf heures, à 4 500 m. Alvin possède deux bras robotiques et peut récupérer des échantillons.

## Participations opérationnelles

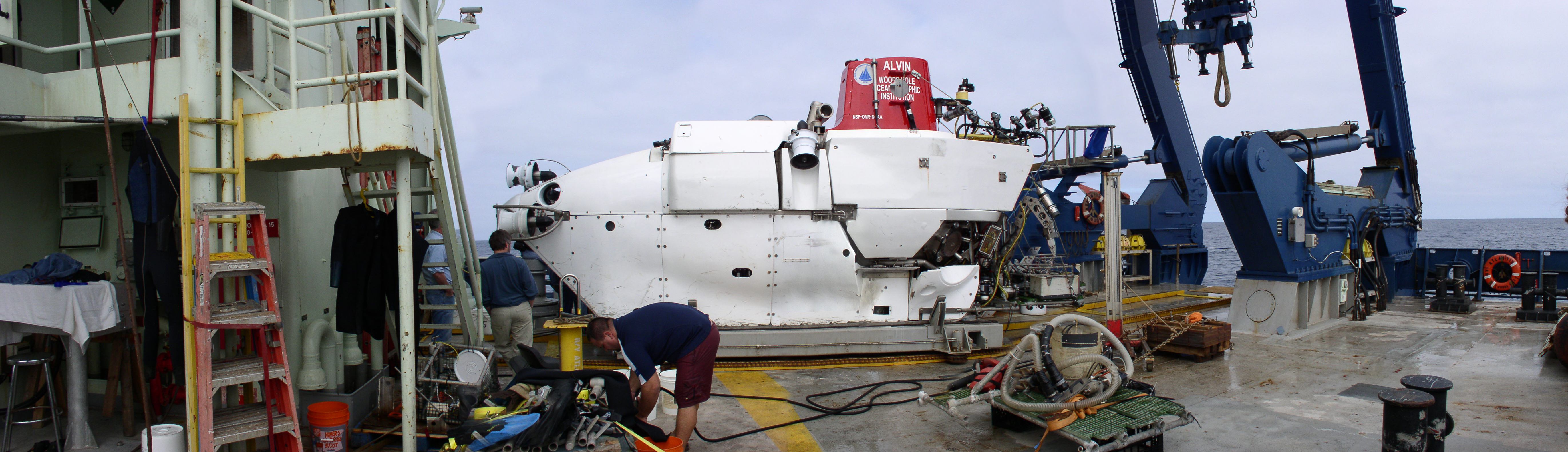
Le DSV Alvin sur la plage arrière (poupe) du R/V Atlantis après une plongée. Sur le côté droit de la photographie, on voit la grue qui met Alvin à l'eau et sur la gauche, son hangar.

Alvin s'est particulièrement illustré dans trois événements de répercussion mondiale.
- Au Printemps 1966 l'Alvin, opérant de concert avec un autre engin sous-marin de l'US Navy, l' Aluminaut et un robot spécialisé suspendu à des câbles le CURV (Cable Underwater Recovery Vehicle) permet de repêcher la bombe atomique tombée en mer au large de l'Espagne près du village de pêcheurs de Palomares après une collision aérienne entre un bombardier du Strategic Air Command et son avion ravitailleur. La bombe est pratiquement intacte (elle était munie d'un parachute de secours qui a fonctionné correctement contrairement à deux autres tombées à terre dans le même accident) et s'est posée par 850 m de fond. Lors du repêchage , quelques balanes étaient fixées dessus après presque deux mois de séjour sous l'eau.
- En 1979, il découvre le long de la Dorsale est-Pacifique les fantastiques « fumeurs noirs » et la vie sous-marine luxuriante qui leur est associée[1]. Explorant ensuite les autres dorsales océaniques, il sera à l'origine de la découverte de plus de 400 nouvelles espèces de vertébrés et invertébrés dont plus des 9/10e sont endémiques de ces sources hydrothermales.
- Durant l'été 1986, il se rend célèbre pour avoir participé à la première expédition visant à explorer l'épave du Titanic sous l'égide du fameux océanographe Robert Ballard. Embarqué à bord du navire océanographique Atlantis II qui l'amène sur le site du Titanic, Alvin atteindra la profondeur de près de 4 000 mètres, à laquelle repose l'épave, en transportant avec lui trois personnes. Il est équipé d'un petit robot télécommandé surnommé Jason Junior destiné à pénétrer à l'intérieur du navire pour le filmer. Le film, d'excellente qualité, sera une grande première en la matière.
- À partir de l'automne 2017, engagement dans le cadre des recherches sous-marines liées à la disparition de l'ARA San Juan (S-42).

### Sources et bibliographie
- Alessandro Mercuri, Le dossier Alvin, Éditions art&fiction, collection Re:Pacific, 2014,  (ISBN 978-2-940377-78-7)